# Jonathan Cheban
Jonathan Cheban, (né le 21 février 1974 en République socialiste soviétique moldave) est une personnalité de la téléréalité et entrepreneur américain. Il participe de temps en temps à l'émission L'Incroyable Famille Kardashian.

## Biographie

### Jeunesse
Jonathan Cheban, né 21 février 1974 en République socialiste fédérative soviétique de Russie, a été élevé à Fort Lee. Il a étudie à l'Université Hofstra.

## Filmographie

### Télévision
- 2009-2018 : L'Incroyable Famille Kardashian
- 2010 : The Spin Crowd
- 2011-2012 : Les Kardashian à New York
- 2016 : Celebrity Big Brother
- 2017-2018 : Celebs Go Dating